# Amorimia concinna
Amorimia concinna là một loài thực vật có hoa trong họ Malpighiaceae. Loài này được (C.V.Morton) W.R.Anderson mô tả khoa học đầu tiên năm 2006.